# Filarete
Filarete (eredeti neve: Antonio Averlino) (Firenze, 1400 körül – Róma, 1469)  olasz építész és szobrász.

## Életpályája
Eleinte szülővárosában dolgozott, majd IV. Jenő pápa megbízásából 1433—45-ig készítette el szobrászati fő művét, a római Szent Péter templom bronzkapuját, melynek domborművei (köztük kortörténeti jelenetek is, pl. Zsigmond császár koronázása), erős antikizáló hajlamról tanúskodnak. Chiave Antonio portugál bíboros síremlékének csak töredékei maradtak fenn (Róma, S. Giovanni in Laterano). Ereklye-lopással vádolva Milanóba menekült és itt a Sforzák szolgálatába lépett. Tőle való a milanói Castello di Porta Giovia tornyának pompás dekorációja. Legnevezetesebb építészeti műve a milánói kórház (1457-ből), az Ospedale Maggiore, amelynek építése azonban csak 1801-ben fejeződött be.

## Írásai
- Az építészetről írt műve, 25 könyvben, a reneszánsz legfontosabb forrásművei közé tartozik (kiadták Bécsben 1890-ben).
- Mátyás király megbízásából Antonio Bonfini latinra fordította De Architectura libri című művét.

## Művei
- a római Szt. Péter-templom domborműves bronzkapuja,
- Milánó: az Ospdale maggiore  épülete.